# Wereldkampioenschappen wielrennen 2014 - Wegrit mannen beloften
De 19e editie van de wegrit voor mannen beloften op de wereldkampioenschappen wielrennen werd gehouden op 26 september 2014. In 2013 won de Sloveen Matej Mohorič. Deze editie werd gewonnen door de Noor Sven Erik Bystrøm.

## Belgen en Nederlanders
Namens België namen zes renners deel aan de wedstrijd. Tiesj Benoot eindigde als best geplaatste net naast het podium; hij werd vierde. Namens Nederland namen vijf renners deel. Mathieu van der Poel eindigde van die renners het hoogst, de wereldkampioen bij de junioren van 2013 werd tiende.

## Parcours
De race werd gehouden op dezelfde omloop als de andere wedstrijden. De race bestaat uit tien rondes van 18,2 kilometer lang, een totale afstand van 182 kilometer. Per ronde moet er twee keer een heuvel op worden gereden. In totaal moet er per ronde 306 meter worden geklommen met een maximaal stijgingspercentage van 11%. De eerste paar kilometers zijn vlak, waarna de beklimming van de Alto de Montearenas, met een gemiddeld stijgingspercentage van 8%, begint. Na een paar honderd meter vlakt de berg wat af en de resterende 5,1 kilometer hebben een gemiddeld stijgingspercentage van 3,5%. De afdaling die volgt is 11 kilometer lang met een maximaal dalingspercentage van 16%. De tweede klim is op de Alto de Compostilla, een heuvel van 1,1 kilometer lang met een gemiddeld stijgingspercentage van 6,5% en een maximum van 11%. Het laatste deel van de omloop is zo'n 4,5 kilometer lang en vrijwel geheel in dalende lijn.

## Tijdschema
Alle tijden staan in Midden-Europese Tijd (UTC+1).
| Datum             | Tijd        | Evenement              |
| ----------------- | ----------- | ---------------------- |
| 26 september 2014 | 13:00–17:40 | Wegrit mannen beloften |
| 26 september 2014 | 18:00       | Prijsuitreiking        |

## Prijzengeld
De UCI keerde prijzengeld uit aan de top-3. Het te verdelen prijzengeld bedroeg €8.049,-.
| Positie | 1e       | 2e       | 3e       | Totaal   |
| Bedrag  | €3.833,- | €2.683,- | €1.533,- | €8.049,- |

## Uitslag
| Plaats | Naam                 | Tijd     |
| ------ | -------------------- | -------- |
| Goud   | Sven Erik Bystrøm    | 4u32'39" |
| Zilver | Caleb Ewan           | +7"      |
| Brons  | Kristoffer Skjerping | z.t.     |
| 4      | Tiesj Benoot         | z.t.     |
| 5      | Sondre Holst Enger   | z.t.     |
| 6      | Iuri Filosi          | z.t.     |
| 7      | Hernando Bohorquez   | z.t.     |
| 8      | Ilja Davidenok       | z.t.     |
| 9      | Silvio Herklotz      | z.t.     |
| 10     | Mathieu van der Poel | z.t.     |
| 11     | Dion Smith           | z.t.     |
| 12     | Fabian Lienhard      | z.t.     |
| 13     | Tanner Putt          | z.t.     |
| 14     | Timo Roosen          | z.t.     |
| 15     | Luka Pibernik        | z.t.     |
| 16     | Joaquim Silva        | z.t.     |
| 17     | Odd Christian Eiking | z.t.     |
| 18     | Miguel Ángel Benito  | z.t.     |
| 19     | Owain Doull          | z.t.     |
| 20     | Fernando Gaviria     | z.t.     |